# Нью-Бетлегем (Пенсільванія)
Нью-Бетлегем (англ. New Bethlehem) — місто (англ. borough) в США, в окрузі Клеріон штату Пенсільванія. Населення — 978 осіб (2020).

## Географія
Нью-Бетлегем розташований за координатами 41°0′16″ пн. ш. 79°19′41″ зх. д. / 41.00444° пн. ш. 79.32806° зх. д. (41.004371, -79.328012).  За даними Бюро перепису населення США в 2010 році місто мало площу 1,34 км², з яких 1,21 км² — суходіл та 0,13 км² — водойми.

## Демографія
Згідно з переписом 2010 року, у селищі мешкало 989 осіб у 467 домогосподарствах у складі 248 родин. Густота населення становила 738 осіб/км².  Було 527 помешкань (393/км²).
Расовий склад населення:
| - 99,4 % — білих - 0,1 % — корінних американців - 0,1 % — чорних або афроамериканців - 0,1 % — азіатів |

До двох чи більше рас належало 0,3 %. Частка іспаномовних становила 0,1 % від усіх жителів.
За віковим діапазоном населення розподілялося таким чином: 22,1 % — особи молодші 18 років, 53,3 % — особи у віці 18—64 років, 24,6 % — особи у віці 65 років та старші. Медіана віку мешканця становила 42,1 року. На 100 осіб жіночої статі у селищі припадало 88,0 чоловіків;  на 100 жінок у віці від 18 років та старших — 83,3 чоловіків також старших 18 років.
Середній дохід на одне домашнє господарство  становив 43 275 доларів США (медіана — 28 542), а середній дохід на одну сім'ю — 70 161 долар (медіана — 56 000). Медіана доходів становила 38 750 доларів для чоловіків та 28 750 доларів для жінок. За межею бідності перебувало 18,5 % осіб, у тому числі 16,9 % дітей у віці до 18 років та 11,0 % осіб у віці 65 років та старших.
Цивільне працевлаштоване населення становило 298 осіб. Основні галузі зайнятості: освіта, охорона здоров'я та соціальна допомога — 37,2 %, виробництво — 12,4 %, роздрібна торгівля — 9,4 %, мистецтво, розваги та відпочинок — 7,4 %.